# 长叶卷柏
长叶卷柏（学名：Selaginella megaphylla），为卷柏科卷柏属下的一个种。

## 扩展阅读
維基物種上的相關：长叶卷柏